# Mario D'Andrea
Mario Cosmo D'Andrea (São Paulo, 29 de setembro), é um publicitário brasileiro, especialista em construção e reputação de marcas. De maio de 2017 a agosto de 2023 presidiu a Associação Brasileira de Agências de Publicidade (ABAP). Foi também Presidente das agências Loducca Sul, JWT Brasil e DentsuMcgarrybowen. D'Andrea fez parte do Creative Council Global da JW Thompson e também do comitê global da Dentsu sediado em Tokyo, o Creative Link - onde representava a América Latina. Hoje é sócio e fundador da agência D'OM Soluções Improváveis. 

## Biografia
Filho de italianos da região de Salerno, D’Andrea nasceu no tradicional bairro da Mooca, em São Paulo. Tem três filhos: Felipe, Caio e Maryana. É casado com Adriana Pavan Samara. Ainda na adolescência, trabalhou em banco para custear os estudos na faculdade de publicidade da Fundação Armando Álvares Penteado (FAAP). Redator por formação, Mario D´Andrea trabalhou em grandes agências como FCB, Loducca, Lowe, Fischer, JWT e Dentsu, entre outras. Em 2022 fundou a agência D'OM Soluções Improváveis. Ganhou todos os grandes premios e destaques nacionais e intermacionais da atividade: Profissionais do Ano da rede Globo, Caboré, FIAP, El Ojo, London Festival, New York Festival e Cannes Festival - onde foi jurado em 4 edições e numa delas como presidente de juri. 

## Carreira
Redator publicitário por formação, Mario D'Andrea trabalhou em grandes agências do país, como FCB, Loducca, Lowe, Fischer e JWT. Na Loducca tornou-se diretor geral da filial Sul, baseada em Curitiba onde atendeu várias contas locais e nacionais.
Na JWT, foi CCO e Presidente. Durante 7 anos ajudou a colocar a agência entre as mais criativas do país e no ranking das 5 maiores em faturamento. Construiu grandes cases para marcas e empresas como Coca Cola, Ford, J&J, Unilever, Kraft e outros.
Foi responsável pela comunicação e construção da marca HSBC no Brasil e em toda Latam, com relação direta com a matriz do banco situada em México DF e a matriz global em Londres (isso durante 11 anos, em duas agências diferentes). 
Depois de passagem pela Fischer, em novembro 2013 passou a liderar a Dentsu Brasil, onde ficou até setembro 2020. Foi o primeiro latino-americano a participar do Creative Council Global da Dentsu sediado em Tokyo.
Em julho de 2017 passou a acumular a presidência da Mcgarrybowen São Paulo, logo consolidada com a Dentsu Brasil (formando a dentsuMB) em abril 2020.
Como presidente dessas agências ajudou na construção de reputação de marcas como Toyota, Subway, Nissin, Canon, SulAmerica, Intel, Microsoft, United, Ajinomoto, Plus Vita/Pullman e outros.
Entre maio de 2017 e agosto de 2023 foi presidente da ABAP – Associação Brasileira das Agências de Publicidade, uma das entidades mais importantes do mercado brasileiro de comunicação. Eleito por 3 mandatoas seguidos, D'Andrea ampliou a participação da entidade nas discussões políticas e econômicas do país, atuando junto ao executivo, legislativo e judiciário.
Em 2022 fundou a agência D'OM Soluções Improváveis com o criativo Filipe Cuvero - seu parceiro de longa data na JWT e na Dentsu - e com o grupo OM, um dos maiores grupos independentes de comunicação do país, 100% nacional. Na sua nova agência já produziu grandes campanhas para Vero internet fibra, Mamypoko fraldas, pastilhas Valda e Continental pneus.

## Premiações e Juris
Mário D´Andrea foi jurado em importantes festivais de publicidade: D&AD, Wave, El Ojo, Lusófonos e Fiap- onde foi presidente na categoria Filme em 2014.
Já foi jurado em Cannes 4 vezes (2006, 2012, 2013 e 2017) sendo que, na última edição foi presidente do júri de Radio Lions.
Como diretor de criação, venceu nove vezes o Profissionais do Ano/Rede Globo e conquistou 15 Leões no Festival de Cannes, Grand Prix no FIAP e inúmeros outros prêmios nacionais e internacionais.
Em 2008 foi escolhido como um dos 4 Publicitários Mais Influentes das 4 décadas do Premio Colunistas.
Em dezembro de 2010 foi escolhido o Profissional de Criação do ano pelo Prêmio Caboré, do Meio&Mensagem.
Em agosto 2018 foi escolhido como um dos Ícones da Publicidade Brasileira, pelo Fórum de Marketing Lide/Propmark.